# Jarekious Bradley
Jarekious Bradley (Memphis, Tennessee,  01 de diciembre de 1990) es un baloncestista estadounidense que pertenece a la plantilla del Joensuun Kataja de la Korisliiga. Con 1,96 metros de estatura, juega en la posición de alero.

## Trayectoria deportiva
Es un pívot formado en la Universidad Estatal del Sudeste de Misuri donde jugó para los Southeast Missouri State Redhawks. Tras no ser drafteado en 2015, debutaría como profesional en Eslovaquia, en las filas del BK Iskra Svit.
En la temporada 2016-17, jugaría en Finlandia, en el Joensuun Kataja con el que jugaría liga doméstica y Eurocup.
En verano de 2017, firma con el Basketball Löwen Braunschweig, para jugar su primera temporada en la Basketball Bundesliga.